# Edera Gentile-Cordiale
Edera Gentile-Cordiale (Italia, 30 de enero de 1920-4 de abril de 1993) fue una atleta italiana, especialista en la prueba de lanzamiento de disco en la que llegó a ser subcampeona olímpica en 1948.

## Carrera deportiva
En los JJ. OO. de Londres 1948 ganó la medalla de plata en el lanzamiento de disco, llegando hasta los 41.17 metros, siendo superada por la francesa Micheline Ostermeyer (oro con 41.92 m) y por delante de otra francesa Jacqueline Mazeas (bronce).